# Ennomos fuscantaria
Ennomos fuscantaria је врста ноћног лептира (мољца) из породице Geometridae. Врста се мође наћи у западном делу палеартичког царства у западној Европи, а од централне Скандинавије њен распон се протеже до северног Медитерана и источно до Русије.

## Опис
Распон крила је 35-40мм. Боја основе је окер-жута. На предњем крилу се налазе љубичасто-сиве мрље. Фасције (траке) су сиво-смеђе. На задњем крилу сиво-смеђа попречна линија крије малу тачку диска.

## Биологија
Друге врсте рода Ennomos су сличне.
Лети од јула до октобра, у зависности од локације.
Гусенице се хране Fraxinus excelsior, врстама рода Ligustrum и другим шибљем.

## Галерија
- Ларва Ennomos fuscantaria
- Ларва Ennomos fuscantaria